# Yan Paing
Yan Paing (ရန်ပိုင်; Yangon, 27 novembre 1983) è un calciatore birmano, attaccante del Yadanarbon.

## Carriera

### Club
Gioca dal 2002 al 2009 in Birmania, al Finance and Revenue. Nel 2009, dopo una breve parentesi in Thailandia, al Muangthong United, torna in Birmania, al Yadanarbon.

### Nazionale
Debutta in Nazionale nel 2001.

## Palmarès

### Club

#### Competizioni nazionali
- Thai Premier League: 1

Muanghtog United: 2009
- Myanmar National League: 3

Yadanarbon: 2009-2010, 2010, 2014, 2016
- Myanmar National League Cup: 1

Yadanarbon: 2009

#### Competizioni internazionali
- Coppa del Presidente dell'AFC: 1

Yadanarbon: 2010